# Chivi (Distrikt)
Der  Chivi (Rural) Distrikt ist einer von 9 Distrikten in der Provinz Masvingo in Simbabwe. Er hat 172.979 Einwohner (2022). Sitz seiner Verwaltung ist die Kleinstadt Chiva. Das Gebiet wurde ursprünglich 1894 von der Berliner Missionsgesellschaft unter dem Namen Chibi Mission als Missionsstation gegründet.

## Geografie
Der Distrikt liegt im Nordwesten von Masvingo und hat eine Fläche von 3543 km². Er ist in 32 Wards unterteilt. Die Höhe des Distrikts liegt bei etwa 1000 m über dem Meeresspiegel im Norden und fällt Richtung Süden auf etwa 500 m ab.
Im Osten grenzt er an den Distrikt Masvingo, im Südosten an Chiredzi und im Südwesten an Mwenezi. Im Westen und Norden grenzt er an die Distrikte Mberengwa, Zvishavane und Shurugwi in der Provinz Midlands.
Die Niederschläge sind gering und liegen bei durchschnittlich 520 mm pro Jahr.
Chivi liegt im Einzugsgebiet zweier Flüsse. Die Westgrenze bildet der Fluss Runde, die Ostgrenze dessen Nebenfluss Tokwe.

## Wirtschaft
Der Distrikt ist landwirtschaftlich geprägt. Ein Großteil des Distrikts wird von Subsistenzbauern bewirtschaftet.

## Bevölkerung
Chivi wird vom Volk der Karanga bewohnt, einer Untergruppe des Shona-Stammes. 